# Río Beranda
El río Beranda (del ruso: Беранда) es un corto río del distrito de Lázarevskoye de la unidad municipal de la ciudad-balneario de Sochi del krai de Krasnodar de Rusia. 

## Curso
Tiene una longitud de 6 km. Nace las estribaciones más occidentales del Cáucaso, en las primeras cordilleras desde el mar y discurre durante su curso en dirección predominantemente suroeste con algunas curvas. A los 2.5 kilómetros recibe a su único afluente en su orilla derecha al llegar a la localidad de Beranda. A continuación se dirige hacia el sursudoeste para desembocar en Nízhniaya Beranda en el mar Negro. Sus aguas no llega al mar generalmente quedándose detenido en la playa de la anterior localidad.